# Ad nauseam
Le locuzioni latine ad nauseam e argumentum ad nauseam significano letteralmente - in italiano - fino alla nausea e argomento ripetuto fino alla nausea ed indicano, di solito, la ripetizione di un determinato concetto o di un'informazione per un numero così eccessivo di volte da suscitare, appunto, metaforicamente nausea.
Tale uso può aver luogo sia da parte dell'autore della citata ripetizione, che in tal modo esprime il proprio disappunto per non essere ascoltato con sufficiente attenzione, sia da parte dei destinatari del messaggio che esprimono, così, il loro disagio per essere fatti continuamente oggetto della medesima comunicazione.
L'uso latino e quello italiano sono pressoché equivalenti.